# Xanthomelanodes trivitatus
Xanthomelanodes trivitatus là một loài ruồi trong họ Tachinidae.